# Elizabeth Diller
Pour les articles homonymes, voir Diller.
Elizabeth Diller (née en 1954 à Łódź, en Pologne) est une architecte américaine. Issue d'une famille rescapée de la Shoah, elle immigre à New York dans son enfance.
Cofondatrice de l'agence d'architecture américaine Diller + Scofidio fondée en 1979 avec Ricardo Scofidio,  basée à Manhattan.

## Biographie
Elle rencontre son mari Ricardo Scofidio dans les années 1970 alors que ce dernier est professeur à la Cooper Union School, où elle étudie tout d'abord l'art. Elizabeth est diplômée d'architecture de cette même école en 1979, et y travaille de 1981 à 1990 en tant que professeur assistant.
Aujourd'hui, elle enseigne à l'université de Princeton, dans le New Jersey près de New York.
Leur parcours comprend des installations et performances utilisant toutes formes d'arts, et des collaborations avec tout une série d'artistes allant des arts plastiques aux arts de la scène
Elizabeth Diller et Ricardo Scofidio ont été les premiers architectes a remporter le prix MacArthur  (MacArthur Prize, parfois appelé "genius grant").

## Réalisations
- Blur Building, 2002, Yverdon-les-Bains, Suisse, à l'occasion de l'Expo02
- Réhabilitation de la High Line, ligne de trains de marchandises traversant le quartier new-yorkais de Chelsea
- Eyebeam Institute of Technology, sur 21st street, New York, (projet présenté à la Biennale de Venise 2002-2004)
- Elisabeth est à l’origine de la création en Octobre 2018 du Mile Long Opera, par le compositeur David Lang, la librettiste Anne Carson et l’essayiste Claudia Rankine https://milelongopera.com/